# ألفارو غيريرو
ألفارو غيريرو (بالإسبانية: Álvaro Guerrero)‏ هو ممثل مكسيكي، ولد في 26 مايو 1949 بمدينة مكسيكو في المكسيك.

## أعمال

### أفلام
- (1986) المهمة

## وصلات خارجية
- ألفارو غيريرو على موقع IMDb (الإنجليزية)
- ألفارو غيريرو على موقع ألو سيني (الفرنسية)
- ألفارو غيريرو على موقع أول موفي (الإنجليزية)
- ألفارو غيريرو على موقع قاعدة بيانات الأفلام السويدية (السويدية)
- ألفارو غيريرو على موقع قاعدة بيانات الفيلم (الإنجليزية)
- ألفارو غيريرو على موقع كينوبويسك (الروسية)